# Подолє (Драж)
45°49′ пн. ш. 18°44′ сх. д. / 45.81° пн. ш. 18.73° сх. д.
Подолє (хорв. Podolje) — населений пункт у Хорватії, в Осієцько-Баранській жупанії у складі громади Драж.

## Населення
Населення за даними перепису 2011 року становило 140 осіб.
Динаміка чисельності населення поселення:

## Клімат
Середня річна температура становить 10,91 °C, середня максимальна – 25,06 °C, а середня мінімальна – -5,67 °C. Середня річна кількість опадів – 612 мм.
| Клімат поселення                              | Клімат поселення | Клімат поселення | Клімат поселення | Клімат поселення | Клімат поселення | Клімат поселення | Клімат поселення | Клімат поселення | Клімат поселення | Клімат поселення | Клімат поселення | Клімат поселення | Клімат поселення |
| Показник                                      | Січ.             | Лют.             | Бер.             | Квіт.            | Трав.            | Черв.            | Лип.             | Серп.            | Вер.             | Жовт.            | Лист.            | Груд.            |                  |
| Середній максимум, °C                         | 5,78             | 7,53             | 12,04            | 16,68            | 22,09            | 25,06            | 24,73            | 24,54            | 20,31            | 14,92            | 8,78             | 4,97             |                  |
| Середня температура, °C                       | 0,05             | 1,80             | 6,31             | 10,95            | 16,36            | 19,32            | 21,05            | 20,86            | 16,66            | 11,23            | 5,12             | 1,28             |                  |
| Середній мінімум, °C                          | −5,67            | −3,94            | 0,59             | 5,22             | 10,62            | 13,59            | 17,36            | 17,17            | 12,95            | 7,54             | 1,42             | −2,4             |                  |
| Норма опадів, мм                              | 36               | 32               | 35               | 48               | 58               | 77               | 63               | 58               | 51               | 51               | 56               | 47               |                  |
| Середньомісячна швидкість вітру, м/с          | 2.60             | 2.80             | 3.07             | 3.02             | 2.66             | 2.44             | 2.40             | 2.21             | 2.22             | 2.38             | 2.52             | 2.65             |                  |
| Середньомісячна сонячна радіація, кДж/м²·день | 4182             | 6991             | 10929            | 15517            | 19461            | 21731            | 22018            | 20076            | 14853            | 9371             | 4746             | 3463             |                  |
| --------------------------------------------- | ---------------- | ---------------- | ---------------- | ---------------- | ---------------- | ---------------- | ---------------- | ---------------- | ---------------- | ---------------- | ---------------- | ---------------- | ---------------- |
| Джерело:                                      |                  |                  |                  |                  |                  |                  |                  |                  |                  |                  |                  |                  |                  |